# Centro Penitenciario de la Región Andina
Der Centro Penitenciario de la Región Andina ist ein Gefängnis im Bundesstaat Mérida, Venezuela.
Es wurde zwischen 1997 und 1998 für 850 Insassen errichtet. Zurzeit hat es mindestens 926 Insassen, die meisten von ihnen werden dort wegen Raubs oder Mords festgehalten.
Im Jahr 2006 betrug das Durchschnittsalter 30 Jahre. Im März 2012 wurden bei Unruhen dort 8 Gefangene getötet und 12 verletzt.
Im Juli kam es erneut zu gewaltsamen Protesten. Diesmal weigerten bestimmte Gefangene, zu anderen Anstalten transportiert zu werden. Bis jetzt sind etwa 20 Gefangene getötet worden.

## Belege
1. ↑  Muertos en penitenciario de Mérida (El Universal)
2. ↑  Ministerium erkennt, dass Gangster ein Teil des Gefängnisses unter Kontrolle hat (El Universal)